# Cinarocephalae

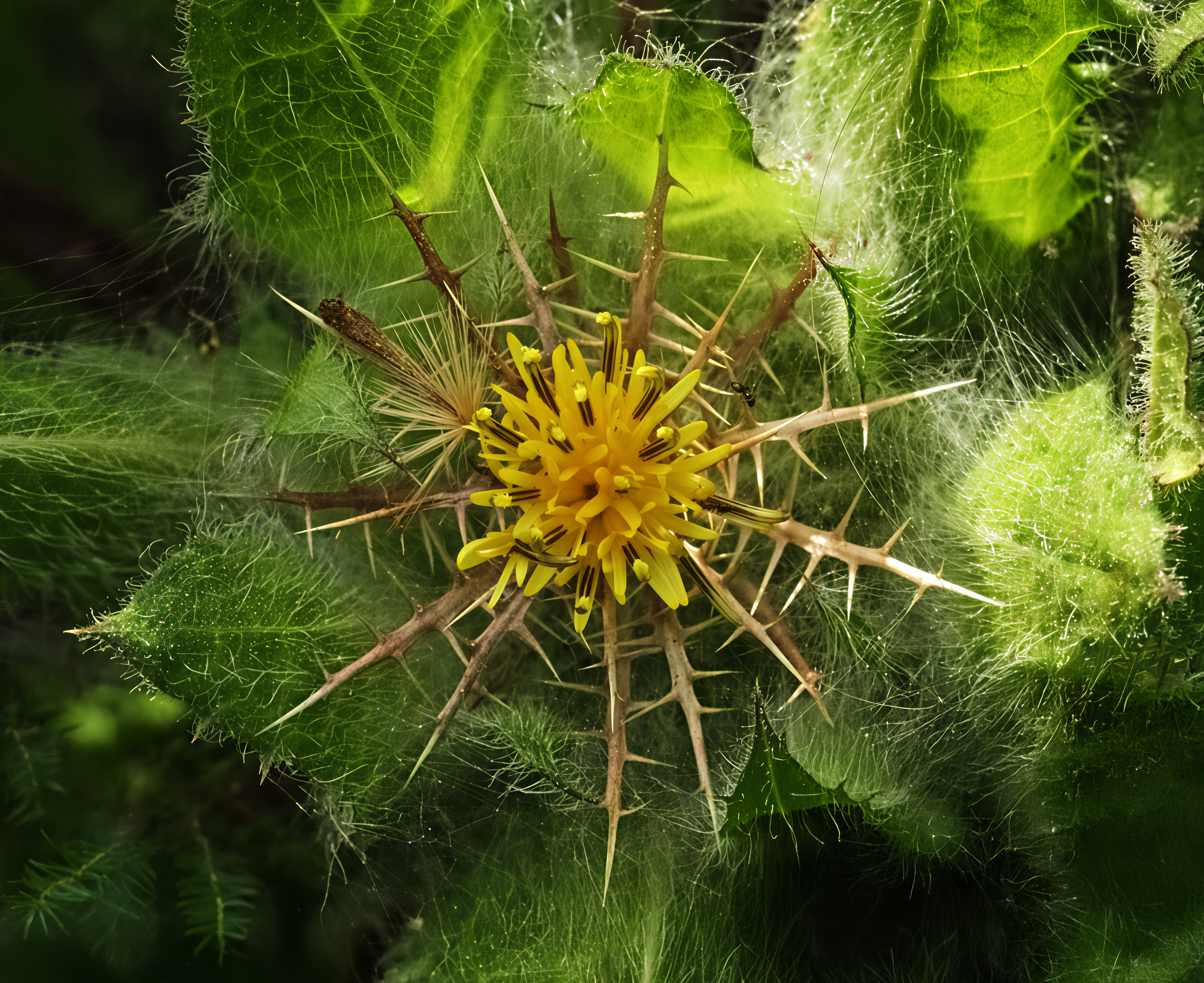
Cnicus

Cinarocephalae, na classificação taxonômica de Jussieu (1789), é uma ordem botânica da classe Dicotyledones, Monoclinae (flores hermafroditas ), Monopetalae (uma pétala), com  corola epigínica (quando a corola se insere acima do nível do ovário) e, com anteras unidas.
Apresenta os seguintes gêneros:
- Atractulis, Cnicus, Carthamus, Carlina, Arctium, Carduus, Crocodilium, Calcitrapa, Seridia, Jacea, Cyanus, Zoegea, Rhaponticum, Centaurea, Pacourina, Serratula, Pteronia, Staehelina, Jungia, Nassauvia, Gundelia, Echinops, Corymbium, Sphaeranthus, e outros.